# 拉波特 (科羅拉多州)
拉波特（英語：Laporte）是位於美國科羅拉多州拉里默爾縣的一個人口普查指定地區。

## 地理
拉波特的座標為40°38′02″N 105°08′56″W / 40.63389°N 105.14889°W，而該地最高點為海拔高度1530米（即5020英尺）。

## 人口
根據2010年美國人口普查的數據，拉波特的面積為15.9平方千米，當中陸地面積為15.8平方千米，而水域面積為0.1平方千米。當地共有人口2450人，而人口密度為每平方千米154人。